# Al Rossi
Albert "Al" Rossi, född 20 juni 1931 i Bessemer i Michigan, är en amerikansk före detta roddare.
Rossi blev olympisk bronsmedaljör i fyra med styrman vid sommarspelen 1952 i Helsingfors.